# Nadejda Kroupskaïa
 (janvier 2022).
Si vous disposez d'ouvrages ou d'articles de référence ou si vous connaissez des sites web de qualité traitant du thème abordé ici, merci de compléter l'article en donnant les références utiles à sa vérifiabilité et en les liant à la section « Notes et références ».
Nadejda Konstantinovna Kroupskaïa (en russe : Надежда Константиновна Крупская), née à Saint-Pétersbourg le 14 février 1869 (26 février dans le calendrier grégorien) et morte à Moscou le 27 février 1939, était l'épouse de Lénine. Pédagogue de métier (docteur en éducation), elle est surtout connue en tant que militante bolchévique et collaboratrice politique de son époux.

## Les premiers pas du militantisme marxiste

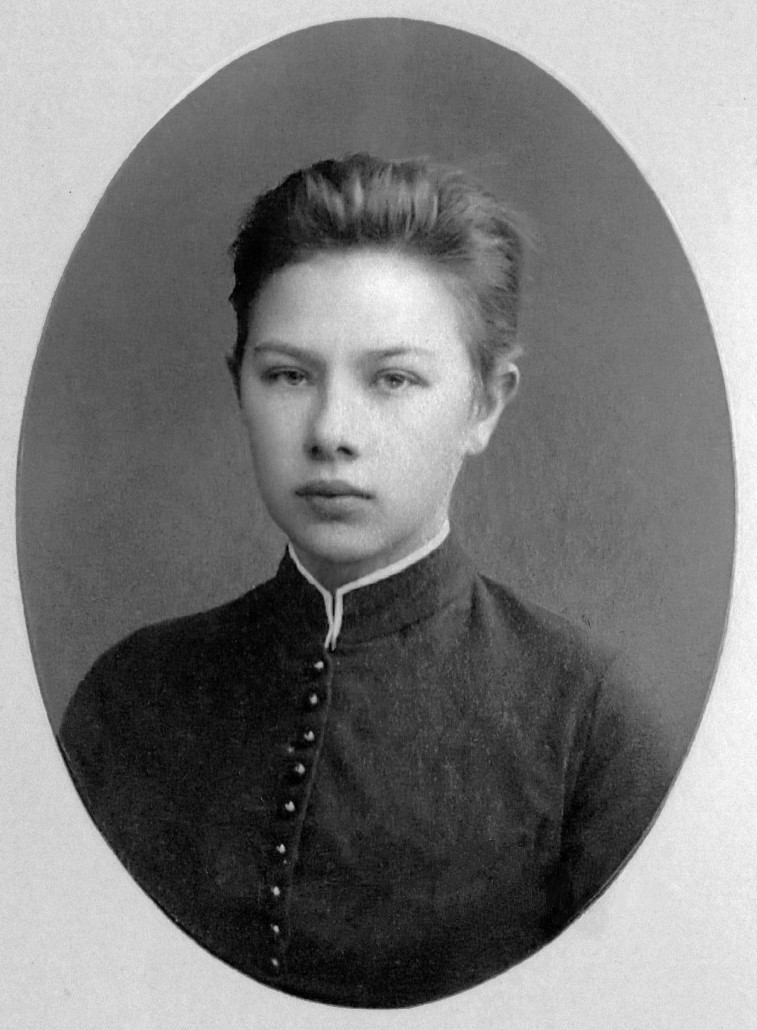
Nadejda Kroupskaïa.

Nadejda Kroupskaïa naît au sein d’une famille de petite noblesse. Son père, Konstantin Krupski[réf. nécessaire], est un officier dont la carrière militaire a été brisée par ses opinions politiques. Après sa mort, en 1883, sa mère, née Elizaveta Vassilievna Tistrova (1843-1915), ancienne gouvernante, l’élève en défendant elle aussi des idées libérales, celles d’une intelligentsia qui accepte de plus en plus mal les principes de l’autocratie. Cette éducation influence nettement la jeune fille qui démontre par ailleurs d’évidentes capacités scolaires ainsi qu’une insatiable curiosité intellectuelle. 
Après avoir brillamment achevé ses études secondaires, Kroupskaïa étudie la pédagogie aux cours Bestoujev pendant une année (1889-1890), mais ne parvient pas, ensuite, à trouver un emploi d’institutrice ni en province, ni dans la capitale. Elle doit alors se contenter de donner des leçons particulières. Elle exerce aussi comme répétitrice dans un internat. Elle y fait preuve d’un véritable don pour l’enseignement[réf. nécessaire].
Marquée par son éducation, Nadejda a très vite épousé les idéaux progressistes. Elle s’intéresse aux théories marxistes, qui supplantent peu à peu en Russie le courant populiste. Son engagement politique appuie une activité pédagogique de plus en plus tournée vers les pauvres. À partir de 1891, elle se consacre ainsi à l’alphabétisation des enfants et des adultes de familles ouvrières en donnant des cours du soir aux travailleurs dans une école du dimanche de Saint-Pétersbourg.
Confrontée à la dure réalité d’une vie ouvrière issue du vigoureux développement industriel de la Russie à la fin du XIXe siècle, Kroupskaïa s’attache à dénoncer ces contrastes sociaux. Grande lectrice, elle dévore les ouvrages à résonance sociale, avec un intérêt de plus en plus marqué pour les fondateurs du communisme, Karl Marx et Engels, auteurs dont elle remarque elle-même que les traductions dont elle dispose se limitent à des fragments du Capital tandis que les autres œuvres des philosophes, en premier lieu le Manifeste du parti communiste, sont introuvables en Russie. 
Dès 1890, Kroupskaïa devient membre d’un cercle d’étudiants marxistes. Elle travaille dès lors vigoureusement à répandre les idées révolutionnaires parmi les travailleurs qu’elle côtoie lors de ses leçons d’alphabétisation. Ces cinq années d’activisme lient définitivement la jeune fille noble aux milieux prolétaires, puis, un peu plus tard, à Vladimir Oulianov. Durant l’automne 1893, en effet, elle découvre ce « marxiste très savant » en lisant un de ses textes, une étude économique dans laquelle elle apprécie, en bonne pédagogue, la clarté d’expression et la netteté d’analyse.

## Un premier exil au service du marxisme et de Lénine

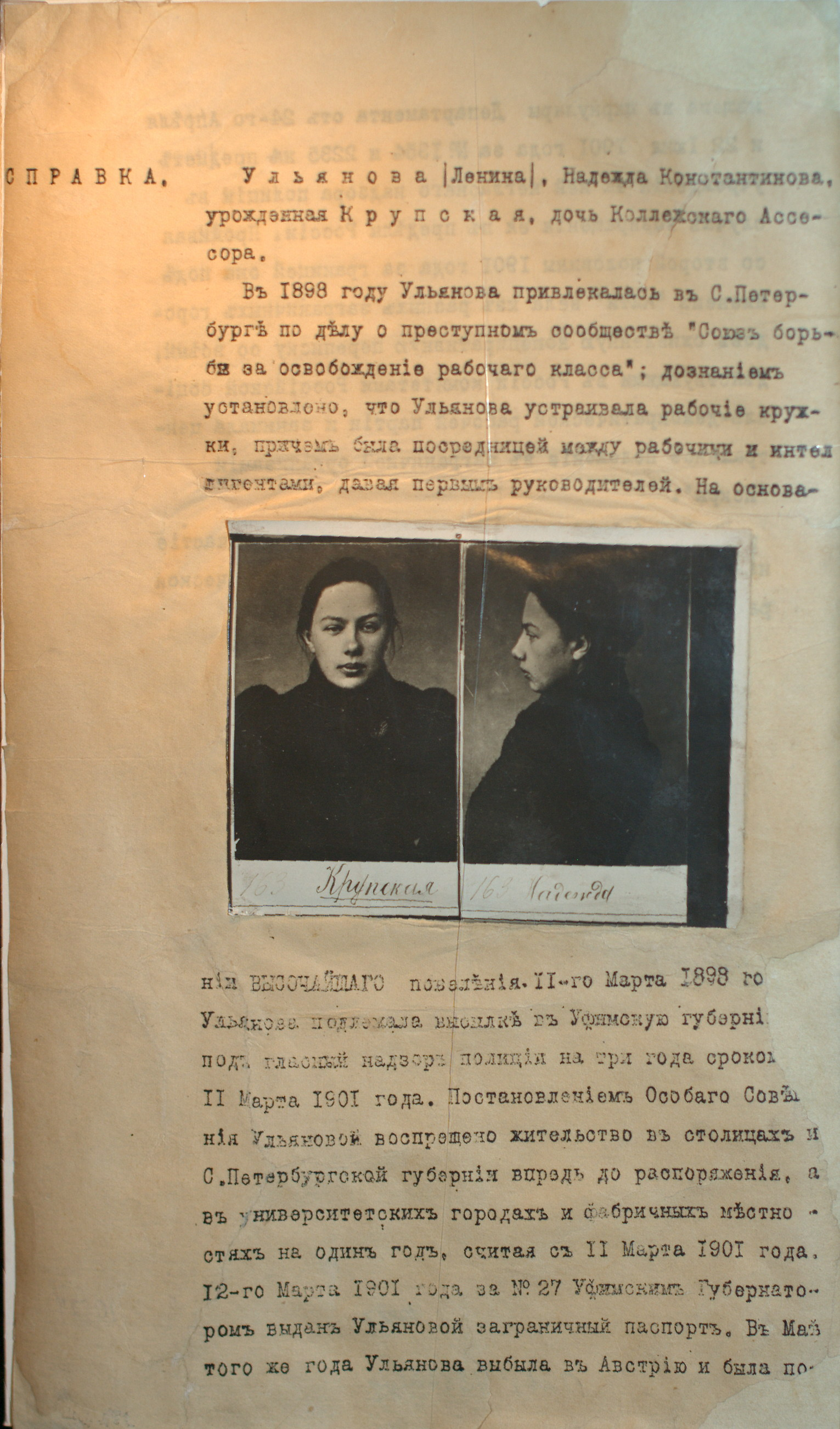
Photographie d'identité judiciaire de Nadejda Kroupskaïa.

L’année suivante, elle rencontre Lénine lors d’une conférence organisée à Saint-Pétersbourg. Elle remarque son énergie comme son sens très vif de la polémique, voire du sarcasme. En 1895, Kroupskaïa adhère à l’Union de lutte pour la libération de la classe ouvrière, fondée à Saint-Pétersbourg par Oulianov. Dès lors, les destins des deux militants se rencontrent, vie privée et vie publique s’associant alors définitivement aux yeux de l’histoire. Collaboratrice attentive, Nadejda prépare les congrès et les conférences du mouvement mais ne se cantonne pas à ce rôle secondaire. Elle participe activement, entre arrestations et emprisonnements, aux débats du Parti et à la diffusion d’articles de propagande.
En décembre 1895, Vladimir Oulianov est arrêté puis exilé pour trois ans en Sibérie. Condamnée peu après, Kroupskaïa est envoyée à Oufa en Bachkirie, à des milliers de kilomètres du premier, assigné à résidence dans la bourgade de Chouchenskoïe, sur le fleuve Ienisseï, à l’est de Novossibirsk. Pour le retrouver, Nadejda se déclare sa « fiancée », ce qui lui permet de le rejoindre en toute légalité en mai 1898 pour l’épouser en juillet suivant.  
Leurs conditions de vie ne sont pas celles du bagne. Libre d’aller et venir, le couple Oulianov, auquel s’est rapidement associée la mère de Kroupskaïa, mène aux confins de l’empire une vie studieuse. De multiples lectures s’associent à des travaux de traduction d’ouvrages britanniques, moyen pour le couple d’apprendre l’anglais qui va lui servir plus tard. Ils entretiennent aussi une correspondance très active, reçoivent et visitent tous les militants exilés comme eux dans la région.
En février 1900, la libération d’Oulianov — qui prend alors le pseudonyme de Lénine — permet au couple de quitter la Russie. Avec un décalage de quelques semaines, Kroupskaïa rejoint son époux à Munich. L’émigration marxiste russe en Allemagne est alors tout entière tournée vers la publication d’un journal de propagande, Iskra, qui paraît en décembre 1901 à Stuttgart avec le soutien efficace des militants du SPD.
« De l’étincelle jaillira la flamme (de la Révolution) » ainsi que l’annonce un premier numéro où se retrouvent tous les leaders du POSDR, à cette époque encore alliés sur les mots d’ordre marxistes : Julius Martov, Alexandre Potressov, Georgui Plekhanov, Véra Zassoulitch, Pavel Axelrod. Ces trois derniers, fondateurs, dix ans plus tôt, du groupe « Libération du Travail » ne suivent pas toujours les choix stratégiques de Lénine auquel Nadejda, à l’inverse, donne un soutien absolu alors même qu’elle gère l’intendance au quotidien avec une grande abnégation.

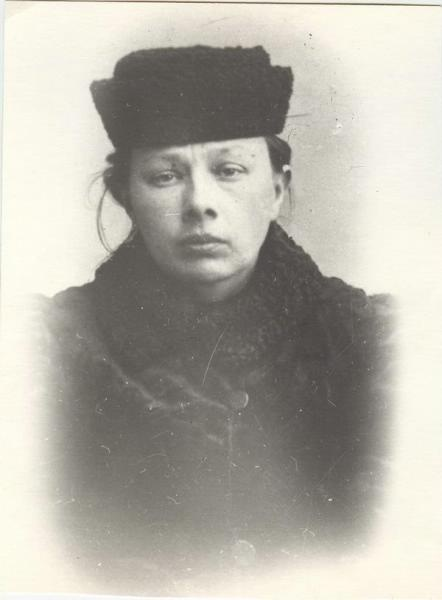
Nadejda Kroupskaïa.

Kroupskaïa découvre en Allemagne le milieu des intellectuels exilés, leurs qualités et leurs défauts. Elle remarque leur éloignement des réalités russes, Plékhanov surtout, selon elle incapable de saisir les nouveaux équilibres sociaux au sein de l’empire. Elle côtoie en revanche les militants ouvriers qui, prenant tous les risques, parcourent des milliers de kilomètres pour délivrer des messages. Sans en connaître elle-même toute la rigueur, elle partage aussi les incertitudes d’une vie de révolutionnaire professionnel où, à de banales difficultés matérielles, s’associent les impératifs d’une existence clandestine basée sur le secret.
Durant cette période d’émigration, secrétaire d’Iskra, Kroupskaïa visite écoles et bibliothèques, rencontre des enseignants, s’intéresse aux méthodes pédagogiques locales. Ces travaux lui permettent de dresser un bilan critique des enseignements[réf. nécessaire]. Elle associe théorie et pratique pédagogiques aux préceptes marxistes, ce qui sera son apport le plus original dans ce domaine car personne, avant elle, n’avait relié l’enseignement à ces concepts. Elle partage aussi des discussions avec Lénine, alors tout entier concentré à l’écriture de son fameux Que faire ?.
En avril 1902, Kroupskaïa arrive à Londres, rejointe quelques mois plus tard par sa mère. Soucieux d'approfondir ses bases théoriques dans la ville où Karl Marx a vécu la dernière période de sa vie, Lénine travaille à la bibliothèque du British Museum au moment où les clivages au sein du POSDR se font plus rudes. En octobre, échappé de Sibérie, Trotski rejoint l’Angleterre, émissaire de l’Iskra à l’exemple de ses camarades  qui recueillent des renseignements, alimentent les publications, nouent des liens entre la Russie et les milieux d’émigration, sélectionnant les militants d’envergure qui assurent la relève des camarades emprisonnés. 
En avril 1903, le couple s’établit à Genève où s’édite Iskra tandis que le congrès de Bruxelles, au mois de novembre de la même année, marque la rupture au sein du Parti entre Menchéviques et Bolchéviques.  Peu après, les premiers prennent le contrôle du journal ce qui oblige les seconds, menés par Lénine, Alexander Bogdanov, Anatoli Lounatcharski, Stepanov, Vladimir Alexandrovich Bazarov, à lancer en décembre un nouveau titre, Vperiod (En avant).

## Une révolutionnaire professionnelle dévouée à la Révolution

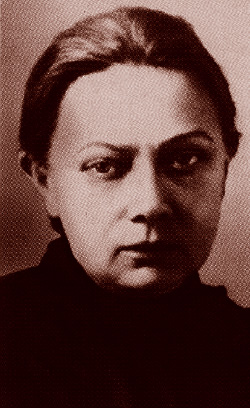
Kroupskaïa (date inconnue, probablement avant 1910).

En novembre 1905, elle retourne en Russie, à la suite de la révolution qui oblige le tsar à libéraliser les institutions, ouverture politique fugace dont profitent toutefois tous les opposants au régime, SR, Menchéviques et surtout Bolchéviques. Pour des raisons de sécurité, elle ne partage pas la vie de Lénine durant ce séjour dans la capitale mais devient secrétaire du Comité Central. Peu après, en décembre, l’échec de l’insurrection oblige le couple à quitter la Russie. Dès lors, Kroupskaïa va connaître une période d’errance à travers l’Europe au gré des refuges que le couple obtient auprès de ses appuis extérieurs.
Après la Finlande et un court passage à Berlin et le retour en Suisse, Nadejda débute alors ce qu’elle nomme elle-même[réf. souhaitée] la « seconde émigration », la divisant en trois périodes d’inégale importance. La première de 1908 à 1911 — où elle est à Genève puis Paris à partir de décembre 1909 — est celle de la répression policière mais aussi celle de l’incertitude pour Lénine et les Bolchéviques, attaqués de toutes parts par leurs adversaires, menchéviques, « otzovistes », « constructeurs de Dieu » ou autres opposants internes ou externes. La seconde de 1911 à 1914 — Kroupskaïa se rapproche de la Russie en s’établissant à Cracovie à l’été 1912 — voit le parti bolchévique se développer, structuré sur les principes léninistes qui commencent à faire leurs preuves contre les factions adverses. La troisième, enfin,  de 1914 à 1917 — avec le retour en Suisse, Berne et Zurich — est celle où la guerre, qui bouscule tous les repères, offre peu à peu aux bolchéviques les conditions tant attendues de la prise du pouvoir.
Durant cette période d’exil et de combat, Kroupskaïa participe aux nombreux combats qui parsèment l’histoire du POSDR, aux côtés de Lénine toujours soucieux de conserver la ligne correcte contre ses ennemis. Elle soutient aussi l’émancipation féminine, appuyant la création d’une « Journée internationale des femmes » proposée en 1910 par Clara Zetkin. Lorsque son mari prend Inès Armand comme maîtresse, Kroupskaïa propose de s'effacer, mais Lénine préfère former avec elle et Armand un ménage à trois, qui semble leur convenir à tous. Kroupskaïa et Armand travaillent notamment ensemble à la publication du premier magazine Rabotnitsa (« Ouvrière ») en mars 1914 (la guerre interrompt rapidement la publication) et, un an plus tard, à la « Conférence internationale des femmes » organisée à Berne.
Kroupskaïa n'abandonne pas pour autant son propre domaine d'étude. Elle étudie attentivement les œuvres des grands pédagogues, Comenius, Jean-Jacques Rousseau, Johann Heinrich Pestalozzi, Constantin Ouchinsky, Tolstoï, John Dewey, ainsi que les systèmes éducatifs appliqués. Au moment de la révolution d'Octobre, elle a déjà écrit plus de quarante ouvrages sur le thème de l'éducation, dont le plus important, Instruction publique et démocratie — rédigé en 1915, publié en 1917 — structure l'évolution future de la pédagogie marxiste. On y trouve un éclairage nouveau sur les rapports de l’enseignement avec le travail productif, notion en forte évolution au début du XXe siècle, à l'heure de l'industrialisation des sociétés occidentales. Une formule de Kroupskaïa résume sa pensée : « Seule la classe ouvrière peut faire de la formation au travail un instrument propre à transformer la société contemporaine. »[réf. souhaitée]

## La libération par l'éducation populaire

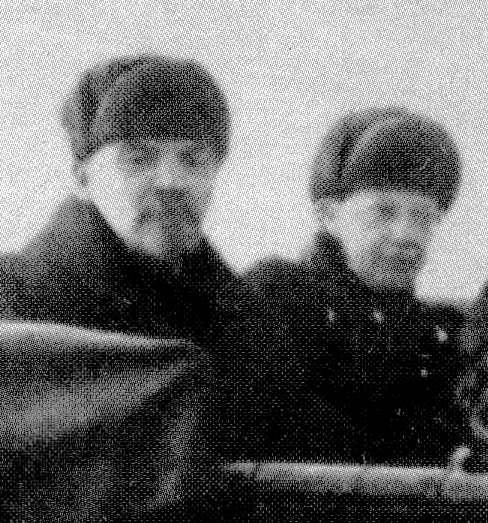
Nadejda Kroupskaïa et Lénine, en 1919.

Retrouvant la Russie en mars 1917 après avoir traversé l’Allemagne dans un«  train plombé » protégé par l'immunité diplomatique, avec Lénine, Kroupskaïa apporte à celui-ci tout son soutien durant les dix mois qui précèdent et préparent la révolution d’Octobre. La victoire des Bolchéviques lui ouvre un vaste champ d’action en matière d’éducation, sans qu'elle obtienne pour autant une position de premier plan, qu'auraient pu permettre ses liens particuliers avec Lénine mais qu'elle ne réclame pas. 
De fait, Nadejda, adjointe du Commissaire du peuple à l’instruction, Anatoli Lounatcharski, s'occupe d’organisation et d’éducation politique. À ce poste, sans doute plus efficace que celui du ministre avec le sens aigu des réalités qui est le sien[non neutre], elle pose les bases d’un système éducatif qui vise l’alphabétisation complète du peuple russe[Comment ?]. Décrété en 1919, cet objectif est réalisé en moins de vingt ans. Près de soixante millions d’adultes apprennent à lire et à écrire, tandis que la quasi-totalité de la jeunesse est scolarisée[réf. nécessaire].

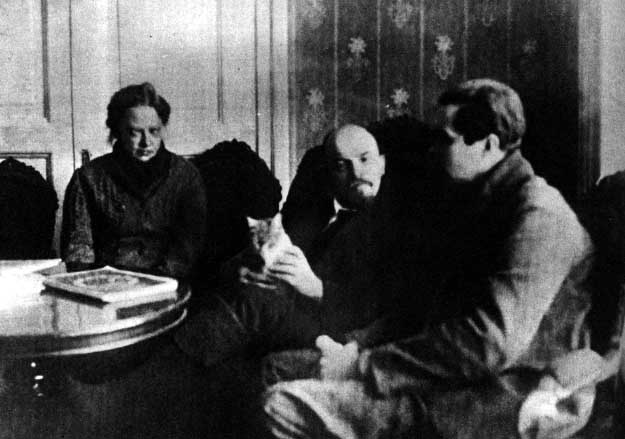
Nadejda Kroupskaïa et Lénine en février 1920 avec le journaliste américain Lincoln Eure.

Kroupskaïa est confrontée à une situation inédite car, selon ses propres mots, s’il s’agit de « détruire l’ancienne école de classe devenue une injustice criante pour créer une école qui réponde aux exigences du système socialiste naissant », la révolution et la guerre civile se sont chargées de réaliser le premier objectif. Tout reste à faire pour établir un système unique d’enseignement envisageant la continuité du primaire au supérieur, par ailleurs centralisé et disposant d'établissements gratuits ouverts à la totalité de la population sans aucune distinction sociale.
La réalisation de ce plan d’éducation s’avère très complexe. Il faut des bâtiments, des manuels, des professeurs et des instituteurs certes formés aux techniques pédagogiques innovantes, mais surtout partisans du nouveau régime. Partout sont organisés des stages et des séminaires destinés au recyclage des enseignants, tandis que sont réquisitionnés une multitude de locaux appartenant aux dignitaires de l’ancien régime ou à l’église orthodoxe. Cette stratégie ne s’applique pas seulement en Russie. Au sein des républiques d’Asie centrale, dans le Caucase, etc., l’effort est le même. Si le russe gagne du terrain par cette scolarisation systématique, l’écrit supplante l’oral dans certaines régions car abécédaires et autres manuels scolaires sont édités dans les langues des peuples de l’URSS. 
Enfin, au niveau de la pédagogie, l’effort est tout aussi important et c’est probablement cet aspect qui passionne le plus Kroupskaïa. Les disciplines et les méthodes didactiques sont totalement renouvelées par la notion essentielle d'« enseignement polytechnique » qui regroupe les mathématiques, les sciences naturelles et les sciences sociales. Plus encore, persuadée qu’une société socialiste doit donner une place éminente aux élèves eux-mêmes dans le système scolaire, elle considère que — l’autogestion scolaire doit [leur] donner (…) l’habitude de résoudre ensemble, par des efforts communs, les problèmes qui se posent à eux —. L’expérience menée par Anton Makarenko dans sa célèbre colonie Gorki fondée en 1920 pour les mineurs grands délinquants près de Poltava, puis dans la commune Dzerjinski à partir de 1927, renvoie à ces idéaux, célébrés aujourd’hui dans le monde entier.

## L’intouchable mémoire de Lénine
Compagne de Lénine, responsable importante de l’éducation en URSS, Kroupskaïa est rapidement impliquée dans les conflits qui ont précédé, puis suivi, la mort du leader bolchévique. Toujours soucieuse de la santé d’Illitch grièvement blessé dans un attentat en août 1918, elle s’occupe de lui quand une première attaque cérébrale l’écarte provisoirement du pouvoir en mai 1922. À partir de cette date, Lénine ne reprend plus réellement les commandes du pays, alors même que ses inquiétudes quant à l’évolution du pouvoir soviétique sont de plus en plus vives.
Le testament politique qu’il rédige auprès de Kroupskaïa en décembre 1922 exprime beaucoup de réserves envers ses collaborateurs les plus proches, mais ses critiques les plus fermes sont dirigées contre Staline. Il faut, sans doute, pour expliquer ces remarques acerbes, datées de janvier 1923 dans un étonnant post-scriptum, considérer son récent manque de respect envers Nadejda, le secrétaire général ayant osé dire publiquement, par des mots aussi crus que violents, que le partage du lit de Lénine ne lui donne aucune légitimité politique. Participant comme déléguée à tous les congrès du Parti, y compris après la mort de Lénine en janvier 1924, Kroupskaïa essaie de jouer un rôle dans la guerre de succession qui fait rage. Sa tentative de faire connaître le testament d'Illitch lors du congrès du Parti en avril se solde par un semi-échec : le testament est bien lu aux députés du 13e congrès, avec l'accord de la troïka Kamenev - Staline - Zinoviev, mais les députés ont interdiction d'en révéler le contenu à l'extérieur du congrès. Durant trois ans, Kroupskaïa appuie les factions opposées à Staline, soutenant même quelque temps l'Opposition unifiée. Elle capitule rapidement en 1927 mais éprouve beaucoup de mal à accepter le culte inouï du leader bolchévique que le nouveau maître du Kremlin organise à son plus grand bénéfice. Et pour cause, déjà à l'annonce de la mort de Lénine dans La Pravda, elle avait mis en garde ses camarades du parti contre toute tentative de déification de son époux, assurant que le culte de la personnalité lui était de son vivant étranger et appelait à titre d'hommage à construire des crèches, des jardins d'enfants, des écoles, des hôpitaux, des maisons pour handicapés, et par-dessus tout à mettre en oeuvre ses préceptes[réf. nécessaire].

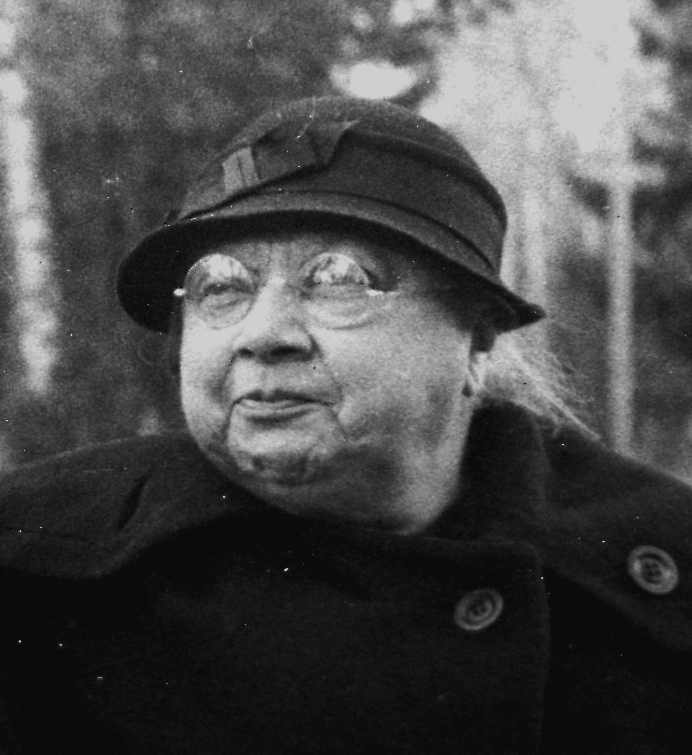
Nadejda Kroupskaïa en 1936.

Prévenue contre Staline, Kroupskaïa n’en reste pas moins intouchable car elle est de fait protégée par les effets de la religion léniniste qui se développe dans le pays. Il serait en effet compliqué d’expliquer qu’un Lénine infaillible et visionnaire ait pu se tromper si longtemps sur la personne qui partageait son existence. Nadejda, qui adopte un profil bas, apporte pourtant de l’aide à tous les anonymes qu’elle a croisés durant ses années de combat et qui parfois l’appellent à l’aide. Elle tente même de soutenir certains vieux bolchéviques pris dans la nasse des « grands procès ». On sait ainsi qu’elle vote vainement contre la décision d'exécution de Boukharine en 1938. Elle s’éteint le 27 février 1939, alors qu'elle avait fêté ses 70 ans la veille. De forts soupçons d'un empoisonnement par le NKVD planent encore aujourd'hui. Ses cendres reposent à Moscou, au pied du Kremlin, sur la place Rouge, à côté du mausolée de Lénine.
Son action dans la construction du bolchévisme est incontestable, notamment dans le domaine de l’éducation où son rôle historique est certainement à réévaluer. Sur le plan privé, le soutien empreint d’abnégation qu’elle a donné à Lénine, à tous les niveaux, son indulgence envers ses travers de caractère, a libéré le leader des contingences matérielles et des soucis domestiques, lui laissant toute liberté pour mener ses combats politiques, sachant de plus que le couple n'a jamais eu d'enfants. Femme politique défendant l’émancipation féminine, Kroupskaïa correspond assez mal dans le privé aux idéaux qu’elle défend dans le public, Alexandra Kollontaï parlant même d’un « esclavage » domestique, quand elle considérait la position en retrait de la femme du leader bolchévique.
Le partage des tâches au sein du couple était clair, y compris dans l'analyse politique, Nadejda n'ayant que très rarement exprimé une quelconque opposition envers son époux. Ses écrits — notamment Souvenirs sur Lénine, publié sous sa forme définitive en 1933 mais où le récit s'interrompt en 1919 — renseignent sur leur vie d'exil avec abondance de détails.

### Citations
Dans son autobiographie Ma vie publiée en 1929, Trotski écrit sur la période de l'Iskra à Munich : « La liaison avec la Russie était toute entre les mains de Lénine. C'était sa femme, Nadejda Konstantinovna Kroupskaïa, qui avait assumé le secrétariat de la rédaction. Elle était au centre de tout le travail d'organisation, recevait les camarades venus de loin, instruisait et accompagnait les partants, fixait les moyens de communication, les lieux de rendez-vous, écrivait les lettres, les chiffrait et les déchiffrait. Dans sa chambre, il y avait presque toujours une odeur de papier brûlé venant des lettres secrètes qu'elle chauffait au-dessus du poêle pour les lire. Et fréquemment elle se plaignait, avec sa douce insistance, de ne pas recevoir assez de lettres, ou de ce que l'on s'était trompé de chiffre, ou de ce que l'on avait écrit à l'encre sympathique de telle façon qu'une ligne grimpait sur l'autre, etc. »

### Sources
- Encyclopaedia Universalis, notices biographiques, édition de 1977.